# تمثيل فعلي

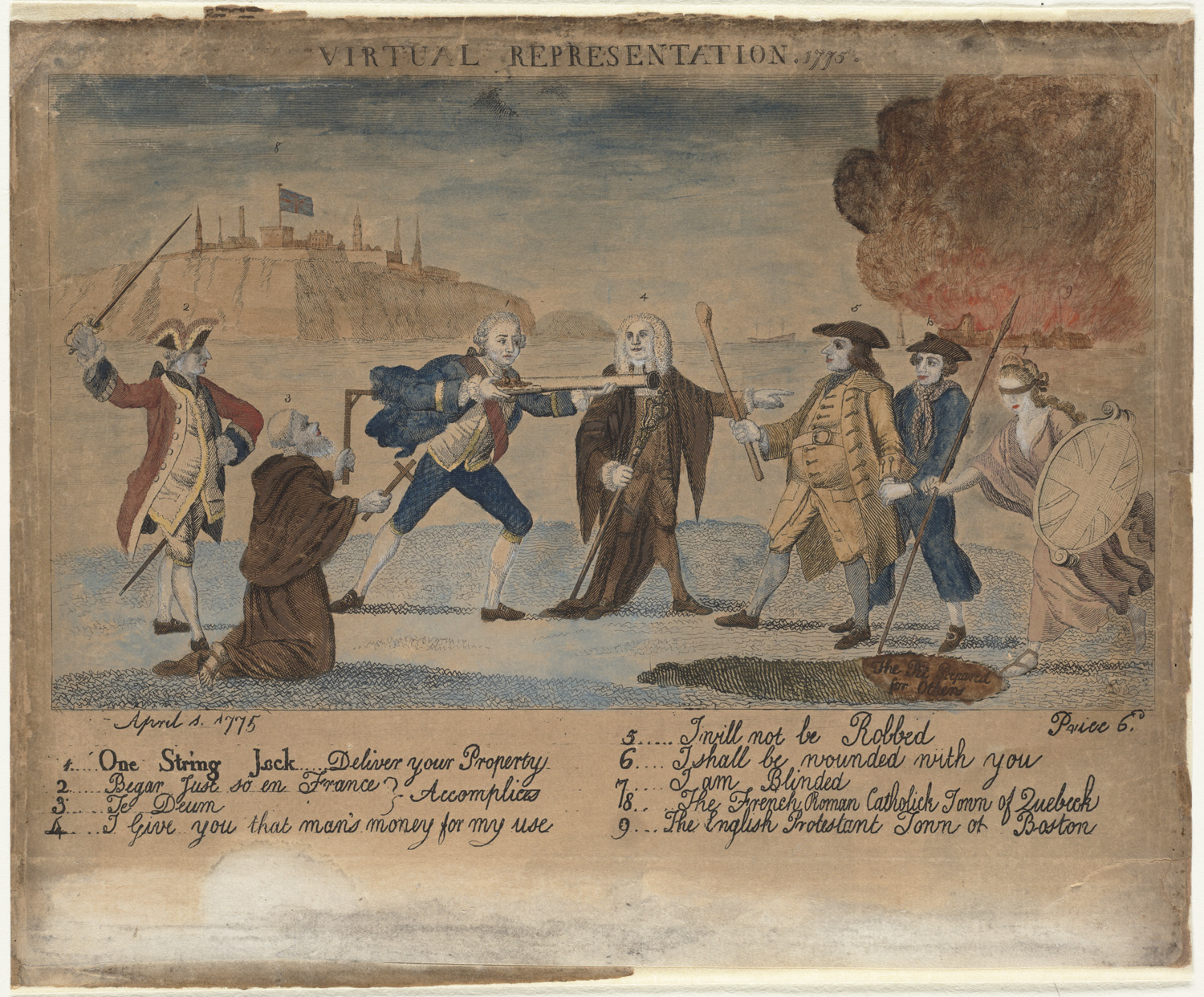

يوضح مصطلح «التمثيل الفعلي» أن أعضاء البرلمان، بما فيهم اللوردات ودور التاج البريطاني في البرلمان، يحتفظون بحقهم في التحدث لصالح جميع الرعايا البريطانيين وليس من أجل مصالح المنطقة التي انتخبتهم فقط أو في المناطق التي يحملون فيها ألقابًا ولهم فيها تأثير روحي.

## حرب الاستقلال الأمريكية
في المراحل الأولى من الثورة الأمريكية، رفض المستعمرون في المستعمرات الثلاثة عشرة التشريعات المفروضة عليهم من قبل برلمان بريطانيا العظمى لأن المستعمرات لم تكن ممثلة في البرلمان. وفقًا للدستور البريطاني، قال المستعمرون أن الضرائب لا يمكن أن تُفرض على الرعايا البريطانيين إلا بموافقتهم. ولأن المستعمرين لم يكونوا ممثلين إلا في المجالس المحلية، على حد قولهم، فلا يمكن فرض الضرائب في المستعمرات إلا بواسطة تلك المجالس التشريعية. وقد اشتهر التعبير عن هذا المفهوم بأنه “لا ضريبة بدون تمثيل.”
دافع جورج غرنفيل عن جميع الضرائب قائلاً أن المستعمرين كانوا ممثلين تمثيلاً فعليًا في البرلمان، وهو المنصب الذي كان حوله انتقادات من كلا جانبي الإمبراطورية البريطانية. ووجدت هذه الفكرة سريعًا «القليل من الدعم من كلا جانبي المحيط الأطلنطي» (أمريكا وبريطانيا) كوسيلة لحل الخلاف الدستوري بين المستعمرين والبريطانيين، وتم اتخاذ طرق مباشرة بشكل أكبر للتمثيل الفعلي رسميًا في وستمنستر. وقد سخر ويليام بيت الأكبر، وهو مدافع عن الحقوق الاستعمارية، من التمثيل الفعلي ووصفه بأنه «أتفه فكرة دخلت رأس رجل من قبل، فهي لا تستحق التفنيد الجاد».” ومع ذلك، رفض البرلمان الانتقادات بأن التمثيل الفعلي كان باطلاً دستوريًا ككل، وأصدر قانونًا بيانيًا عام 1766، يؤكد على حق البرلمان في سن قوانين للمستعمرات «لجميع القضايا أيًا كانت».
تنازع الراديكاليون الاستعماريون مثل المحامي جيمس أوتيس، باعتباره له علاقة في حقوقه في المستعمرات البريطانية (1764)، مع عدد من اليمينيين البريطانيين والمحافظين الأمريكيين مثل دانيال دولاني، على هذا التفسير للدستور البريطاني من خلال استنتاج أن الحريات القانونية للرعايا البريطانيين تعني أن البرلمان يجب أن يتصرف بطريقة ملكية إذا كانت الإمبراطورية نفسها ممثلة فعلاً بالأعضاء الاستعماريين في وستمنستر. وكانت الأمثلة المستخدمة من المحاميين في القرن الثامن العشر، وكذلك بعد حرب الاستقلال، كانت الأراضي الفردية وملاك الأراضي الذين مُنحوا التمثيل بعد التماسات أو اتحاد مع البرلمان، ودعوة النائبين إلى البرلمان في حالات الضرائب خارج أراضيها مثل التفويضات التي يقوم بها دولاني نيابة عن الملك إدوارد الثالث، وويلز وتشيستر وتورناي وكاليه في عهد هنري الثامن، ودورهام في عهد تشارلز الثاني، وآخر مثال هو اسكتلندا في عهد آن.
في وقت الثورة الأمريكية، لم يكن هناك تمثيل مباشر إلا لـإنجلترا وويلز واسكتلندا في برلمان بريطانيا العظمى من بين أجزاء أخرى من الإمبراطورية البريطانية. كانت جزيرة مان ممثلة تمثيلاً غير مباشر وربما فعلي من خلال لوردات «مان» في مجلس اللوردات في ذلك الوقت. وفي بريطانيا، كان التمثيل محدودًا للغاية بسبب الدوائر الانتخابية الموزعة توزيعًا غير متكافئ ومتطلبات الملكية، فلم يتمكن من التصويت إلا 3% من السكان أو بين 17% إلى 23% من الذكور، وغالبًا ما كان يسيطر عليهم طبقة النبلاء المحلية. وكان هذا على النقيض من الناخبين الاستعماريين الذين ربما يتألفون من 10% إلى 20% من مجموع السكان، أو 75% من الذكور البالغين. وفي هذا السياق، أدان البريطانيون الليبراليون والأمريكيون الثوريون التمثيل الفعلي باعتباره محاولة لإخفاء «النظام الفاسد وغير التمثيلي والأرستقراطي للحكومة بادعاءاتها للحرية» وربما يصل الأمر لتقويض التقاليد الأمريكية للتمثيل الانتخابي الأكبر. وعلاوة على ذلك، التمثيل غير الجيد في بريطانيا «لم يكن عذرًا لفرض الضرائب على المستعمرين دون موافقتهم».” ومع ذلك، فقد مكن الحق القانوني للرعايا البريطانيين المرشحين من الترشح للبرلمان بغض النظر عن الموطن وبالتالي ضمن نظريًا تمثيل الرعايا المميزين «تمثيلاً فعليًا» باعتبارهم الممثلين الفعليين في العاصمة لندن.

## الدستورية البريطانية
أصبح معتقد «التمثيل الفعلي» هو مبدأ التنظيم الأرثوذكسي وراء السيطرة المركزية للبرلمان البريطاني على مستعمراته وإمبراطوريته، والتي كانت تُستخدم بالتسمية القانونية لـ «البرلمان التشريعي الإمبراطوري»، وهو مصطلح تم اختصاره إلى «البرلمان الإمبراطوري». وكقاعدة عامة، كانت المسائل الاستعمارية الداخلية تُترك للمجالس الاستعمارية، ولكن عند الضرورة يمكن، وأحيانًا يجب أن يقوم البرلمان الإمبراطوري بسن القوانين وفرض الضرائب عليهم.
لا يزال الأمر غير واضح ما إذا كان التمثيل الفعلي يتعارض مع تشكيل البرلمان نفسه في حالات التمثيل الناقص للرعايا في مجلس العموم، كما يزعم بعض اليمينيين البريطانيين والاستعماريين. ويتم تحديد المفهوم القانوني الإنجليزي «للبرلمان» ويتطور ليكون على أساس، أن مشاركة الممثلين تاريخيًا لها أهمية عبر الطيف الاجتماعي لعالم الملك، ولكنه يتحول إلى توافق الآراء في الدستورية الديمقراطية المعروفة باسم السيادة البرلمانية. وبالرغم من أن التمثيل كان في البداية ضروريٌ اقتصاديًا بما يكفي لمشاركة رجال الدين الإنجليز واللوردات والفرسان ومواطني البلدات الإنجليزية والمواطنين في «البرلمان النموذجي» لإدوارد الأول، إلا أنه، مع ظهور الإمبراطورية البريطانية، أصبح من الممكن القول بأن مجالس إدوارد الأول أسست أول مذهب عملي يمكن أن يشمل المستعمرين والرعايا الإقليميين في الخارج، وفي وقت لاحق، النساء والفقراء، وذلك لأن «ما يمس الجميع يجب موافقة الجميع عليه». وبالتالي كان ضعف التمثيل الفعلي خاضعًا لتمديد حق المواطن في التصويت لصالح التمثيل الفعلي، وهي مسألة يبدو أن الدستور البريطاني يتعامل معها بمرونة.
ومع ذلك، كان حق الإقامة في بريطانيا يمنح للمزارعين من منطقة البحر الكاريبي والمستعمرين الأمريكيين والهنود وغيرهم من الرعايا من مختلف أنحاء الإمبراطورية حق التصويت أو الحصول على عضوية مجلس العموم، مثل براين إدواردز من جامايكا وهنري كروجر من نيويورك وداداباي نوروجي من مومباي. وفي المقابل، كانت عضوية مجلس اللوردات متاحة لأولئك الذين يعيشون خارج بريطانيا، مثل النبلاء الكنديون. وكانت بريطانيا العظمى نفسها مقسمة تقسيمًا سيئًا حيث كانت المدن الكبرى مثل مانشستر غير ممثلة إلا من خلال المقاطعات الأكبر التي كانت جزءًا منها، ولكنها ما تُسمى بـالأقسام الإدارية الصغيرة مثلما أرسلت سروم القديمة نوابًا إلى البرلمان حتى صدور قانون الإصلاح لعام 1832. وسّع قانون الاتحاد 1800 التمثيل المباشر ليشمل أيرلندا (فقد تم دمج برلمان أيرلندا وبرلمان بريطانيا العظمى ليصبحا برلمان المملكة المتحدة)، ولكن بالرغم من الجهود التي تبذلها رابطة الاتحاد الإمبراطوري لم يزِد الحق الدستوري في البرلمان (وكذلك التمثيل) أكثر من ذلك. واعتبارًا من عام 2013، لا يتم تمثيل أقاليم ما وراء البحار البريطانية والأقاليم التابعة للتاج في برلمان المملكة المتحدة، ولكنها تُدار بالحكم الذاتي بمجالسها التشريعية (مثل ولايات جيرزي أو هاوس أوف كييز). وبالرغم من أن البرلمان يحتفظ بسُلطة التشريع العليا لأقاليم ما وراء البحار والأقاليم التابعة للتاج، إلا أنه نادرًا ما يستخدمها. فلا يفرض البرلمان الضرائب عليها أو يمتلك أي سيطرة على سياساتها الضريبية.

## الاستخدام الحديث
تم استخدام حجة مماثلة في الولايات المتحدة، خاصة من المشرعين الجمهوريين، بشأن مقاطعة كولومبيا، التي ليس لها أي ممثلين مصوتين في الكونغرس. في عام 2007، قال لوى جوهمرت (جمهوري من تكساس) "أود أن أقول لكم أن واشنطن العاصمة هي أيضًا المدينة الوحيدة في البلد بأكملها التي يمتلك بها كل عضو في مجلس الشيوخ وكل عضو من الكونغرس مصلحة مؤكدة في رؤيتها تسير بشكل صحيح وأن تعمل المياه والمجاري بشكل جيد، ولا تمتلك أي مدينة أخرى في أمريكا هذه المصلحة.” وعندما بدأ السكان في الاتصال بمكتب جوهمرت ليشتكون من قضايا مثل القمامة ومواقف السيارات، طلب منهم التحدث إلى المسؤولين الحكوميين المحليين بدلاً منه.